# BMP-2
El BMP-2 és un vehicle de combat d'infanteria d'origen soviètic introduït el 1980.
Aquest blindat, en termes de mobilitat i protecció, manté les línies generals del model previ. Fa servir el mateix motor dièsel UTD-20 de 300 CV que el BMP-1, té unes dimensions semblants i un blindatge similar, d'entre 19-33 mm d'acer soldat. Per altra banda, l'armament va ser àmpliament modificat i la torreta es va ampliar per allotjar dos tripulants. Com a arma principal disposa d'un canó automàtic de 30 mm i també està equipat amb una metralladora PKT coaxial de 7,62 mm i míssils antitancs 9K111 Fagot o 9K113 Konkurs. Aquest conjunt permet transportar un escamot a primera línia de front, seguint formacions mecanitzades, proporcionant suport contra tot tipus d'amenaces.
El desenvolupament del BMP-2 es va iniciar l'any 1974, després d'observar el rendiment del BMP-1 a la Guerra del Yom Kippur i avaluar els vehicles de combat d'infanteria desenvolupats pels membres de l'OTAN. El desenvolupament va provar una sèrie de prototips competidors, dels quals es va seleccionar el model Obiekt 675 com a BMP-2 l'any 1977 i va entrar en servei el 1980. Aquest blindat es va produir en sèrie a les fàbriques de Kurgan i Rubtsovsk, posteriorment també es produiria sota llicència a Txecoslovàquia i l'Índia. L'any 2022 s'estimava que s'havien produït entre 26.000 i 35.000 BMP-2, que han intervingut a nombrosos conflictes i continuen en actiu a molts estats arreu del món. A la dècada dels 80 es va desenvolupar el seu successor, el BMP-3, que tot i ser més avançat ha estat produït en menors quantitats.

## Desenvolupament
El predecessor del BMP-2, el BMP-1, va entrar en servei l'any 1969 i permetia donar suport en combat a un escamot seguint el ritme dels T-62. Aquest blindat va revolucionar les tàctiques d'infanteria proveint els soldats de mobilitat, protecció i potència de foc i establint el concepte de vehicle de combat d'infanteria. Aquests blindats, a més a més, eren produïts a una escala insòlita que resultaria en un inventari actiu de 52.600 tancs i 59.000 transports blindats de personal, i un parc inactiu de 10.000 blindats addicionals, a la Unió Soviètica dels 80.
Amb un parc de blindats tan important la Unió Soviètica es va obrir a l'exportació, especialment a estats simpatitzants amb el bloc comunista. En aquest context, Egipte i Síria van rebre nombrosos blindats per combatre contra Israel, que disposava del suport dels Estats Units d'Amèrica. Aquesta situació va esdevenir un camp d'assaig ideal per a la guerra mecanitzada, fins al punt que la Unió Soviètica sovint subministrava blindats mitjançant generosos préstecs, a baixos costos o fins i tot regalats. Alguns BMP-1 van ser subministrats als estats àrabs poc abans de la Guerra del Yom Kippur, i participarien al conflicte demostrant les mancances d'aquest blindat especialment en l'apartat d'armament. Al mateix temps, els dissenyadors soviètics es van veure influenciats pel blindat Schützenpanzer Marder alemany, que va entrar en servei poc després que el BMP-1 i feia servir un armament més modern.

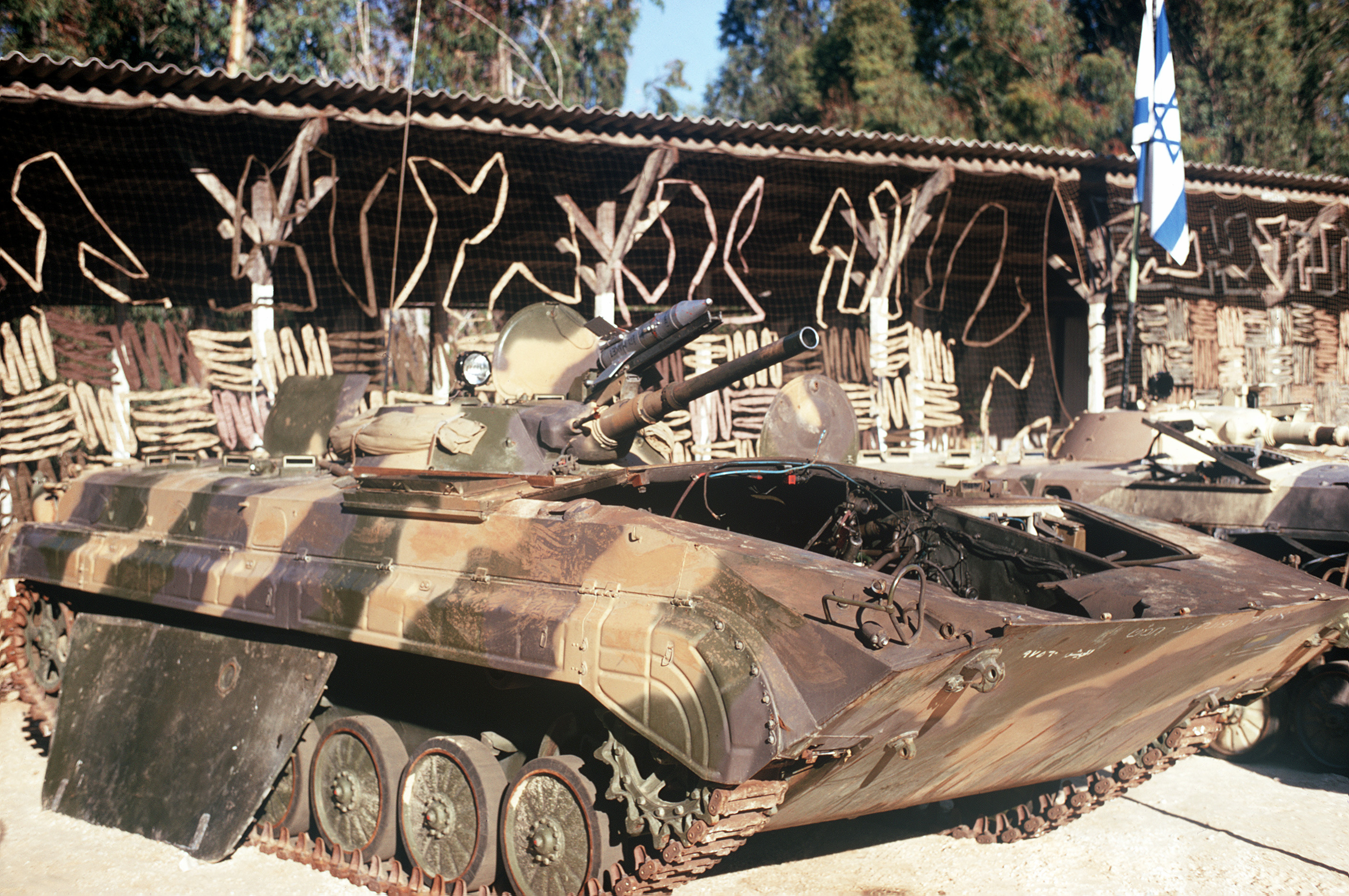
Dos BMP-1 sirians destruïts i capturats per les Forces de Defensa d'Israel durant la Guerra del Yom Kippur l'any 1974.

A causa d'aquestes experiències, el 1974 es va iniciar el programa per substituir els BMP-1. Una part del programa va millorar els BMP-1 existents, canviant els míssils antitancs i afegint llançadors de fum, rebent la denominació de BMP-1P. L'altra part del projecte es va centrar a dissenyar un blindat totalment nou. Els esforços es van centrar en quatre projectes paral·lels: els Obiekt 675/681, feien servir el mateix xassís que el BMP-1, i els Obiekt 768/769 feien servir un buc nou més allargassat. Tots els prototips feien servir una torreta per a dues persones, ja que el consens era que el comandant tenia poca visió i no podia col·laborar bé amb l'artiller des del buc.
D'aquests quatre dissenys es va acabar seleccionant l'Obiekt 675 l'any 1977. Aquest model mantenia el xassís del BMP-1, segurament per reduir la despesa que hagués significat canviar la maquinària a les fàbriques de Kurgan i Rubtsovsk. Per altra banda, se substituïa l'armament principal per un canó automàtic de 30 mm model 2A42 i es canviaven els míssils antitancs per un llançador 9Sh119 per a míssils Fagot o Konkurs.

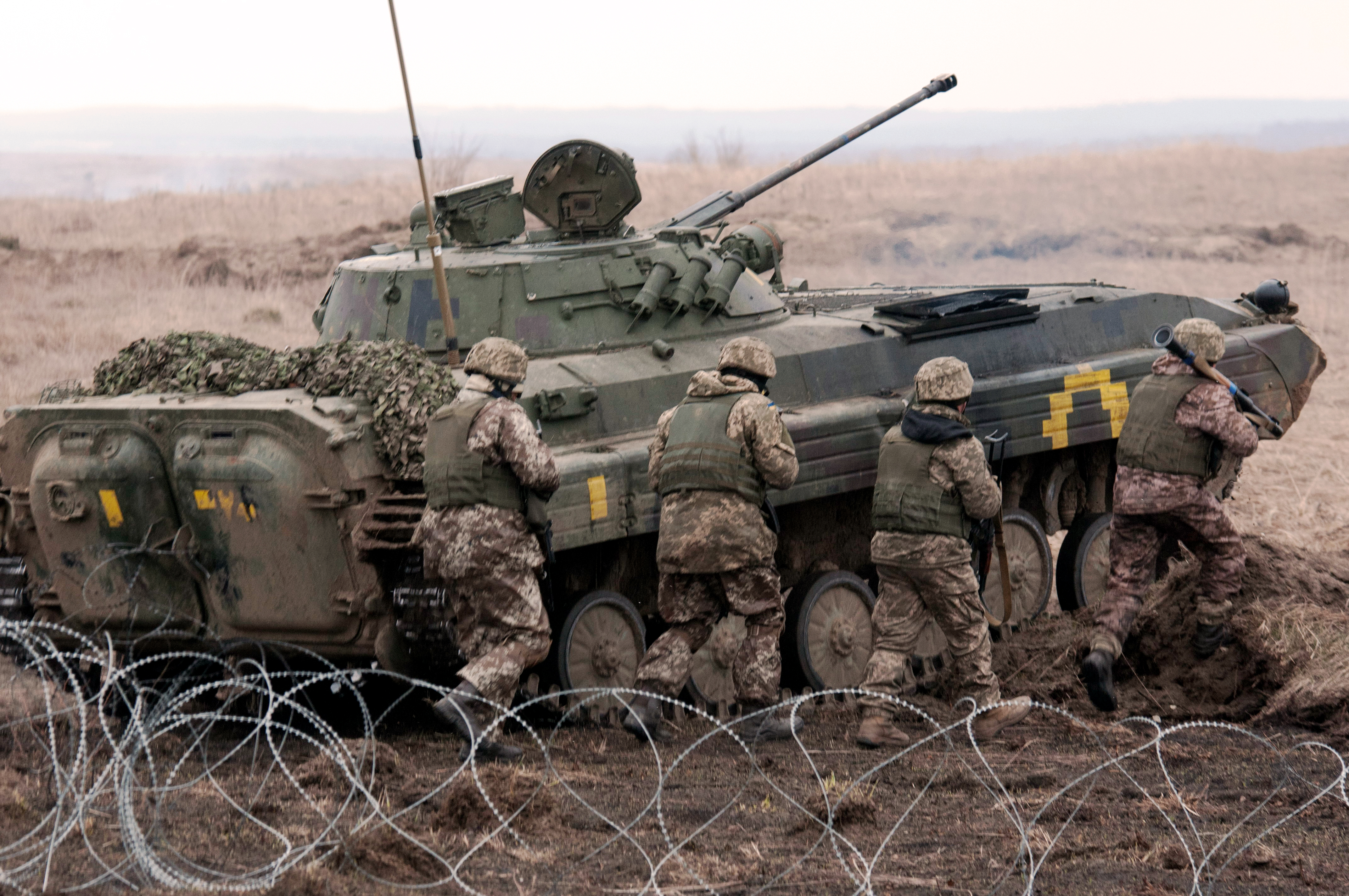
Un BMP-2 de les Forces Armades d'Ucraïna donant suport a un escamot d'infanteria durant un entrenament d'armes combinades l'any 2017.

## Característiques
Tot i que el BMP-2 mantenia la línia de disseny establerta pel BMP-1, la torreta va ser radicalment millorada i també es van aplicar petites modificacions al buc. Els detalls del disseny es poden agrupar en els apartats de blindatge, armament, sistema motor i equip electrònic i òptic.

### Blindatge
El buc del BMP-2 manté la forma del seu predecessor, un paral·lelepípede de poca alçada amb un morro punxegut per millorar-ne la flotació. Per altra banda, en comparació amb el BMP-1, la torreta del BMP-2 és més gran i està més enretirada cap a la part posterior del buc. Això va obligar a encongir la quantitat de soldats transportats al darrere del vehicle de vuit a sis infants. El blindatge és està compost de planxes d'acer soldades amb un gruix màxim de 19 mm al buc i d'entre 23-33 mm a la torreta. Aquest blindatge ofereix protecció contra resquills d'artilleria i foc d'armes lleugers per tots els angles, i de metralladores pesants al frontal. Tot i això, aquest blindatge va demostrar ser inadequat en conflictes posteriors i a moltes variants s'afegiria blindatge addicional. Per exemple, els BMP-2D inclouen una capa de blindatge espaiat de 10 mm de gruix als laterals. En alguns models també es van afegir làmines de resina RPK (rezinoviy prokladkly bronekoziryok) per millorar la defensa contra projectils de canó automàtic. A la dècada dels 80 el soviètics també van experimentar amb blindatge addicional impregnat amb plom, per protegir els tripulants d'una potencial bomba de neutrons en cas de conflicte contra els estatunidencs.

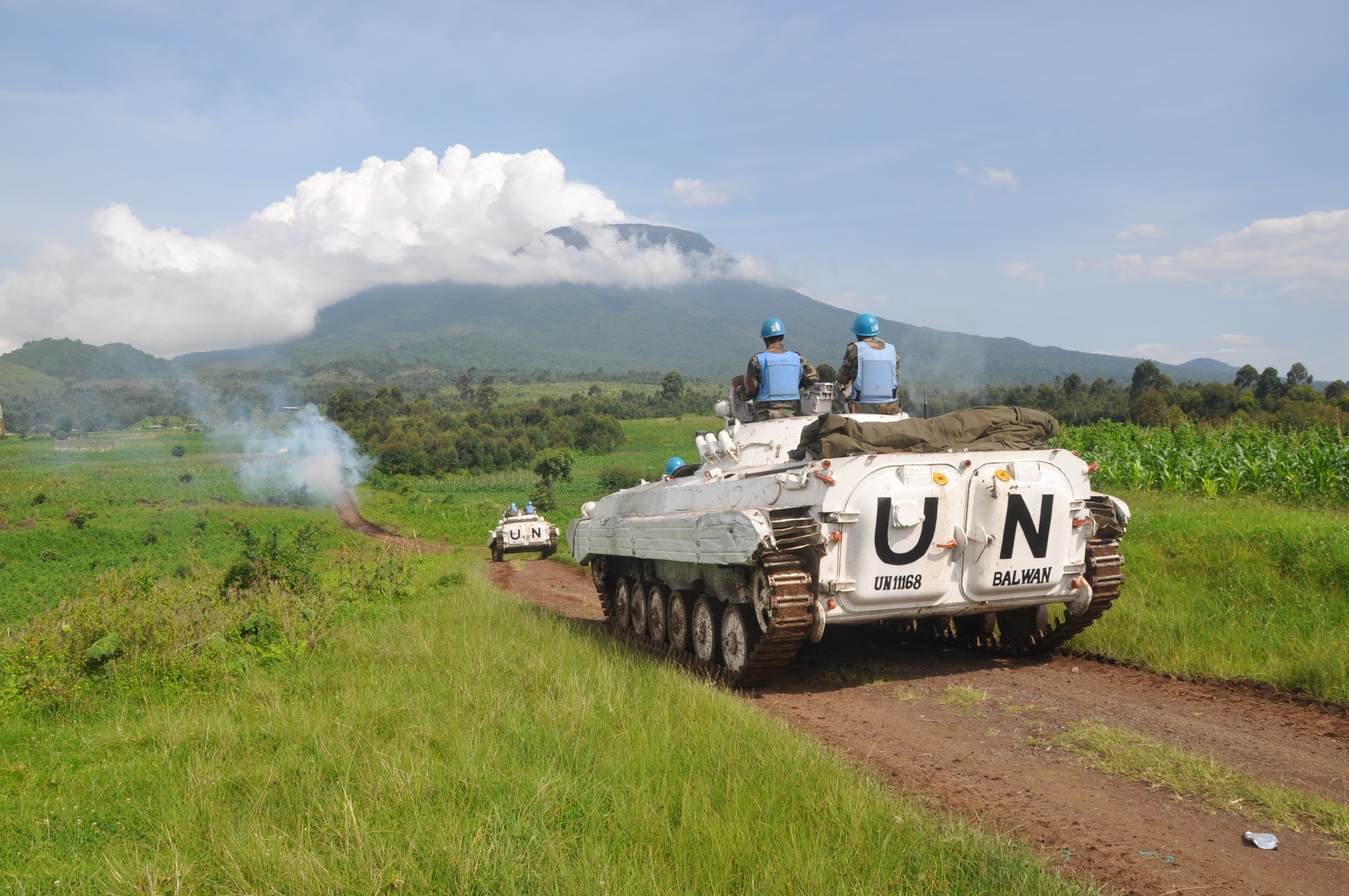
Una columna de BMP-2 de les Forces Armades de l'Índia patrullant els afores de Goma, a la República Democràtica del Congo, en el context de la MONUSCO el 2012.

Internament, el BMP-2 està dividit de forma semblant al seu predecessor: el motor al frontal dret, conductor al frontal esquerra, torreta al centre i compartiment de tropa al darrere de tot. Per altra banda, la disposició dels tripulants és diferent. El comandant del vehicle, que seia al darrere del conductor, es va moure a la torreta. L'espai al darrere del conductor va passar a ser ocupat pel metrallador de l'escamot. El vehicle també disposa de nombrosos accessos. Hi ha escotilles individuals a sobre del conductor, metrallador, artiller i comandant. Al compartiment de tropa també hi ha dues escotilles a sobre i al fons del buc, a més a més de dues portelles al darrere de tot del vehicle. Els nombrosos accessos permeten entrar i sortir ràpidament als tripulants, encara que l'interior sigui estret. El BMP-2 també manté les espitlleres perquè els soldats puguin disparar els seus fusells o metralladores. Cada espitllera també disposa d'una mànega d'extracció de gasos i un visor per apuntar. En total hi ha vuit espitlleres: una pel metrallador al darrere del conductor, una per cada tripulant als costats i una a la portella posterior esquerra.

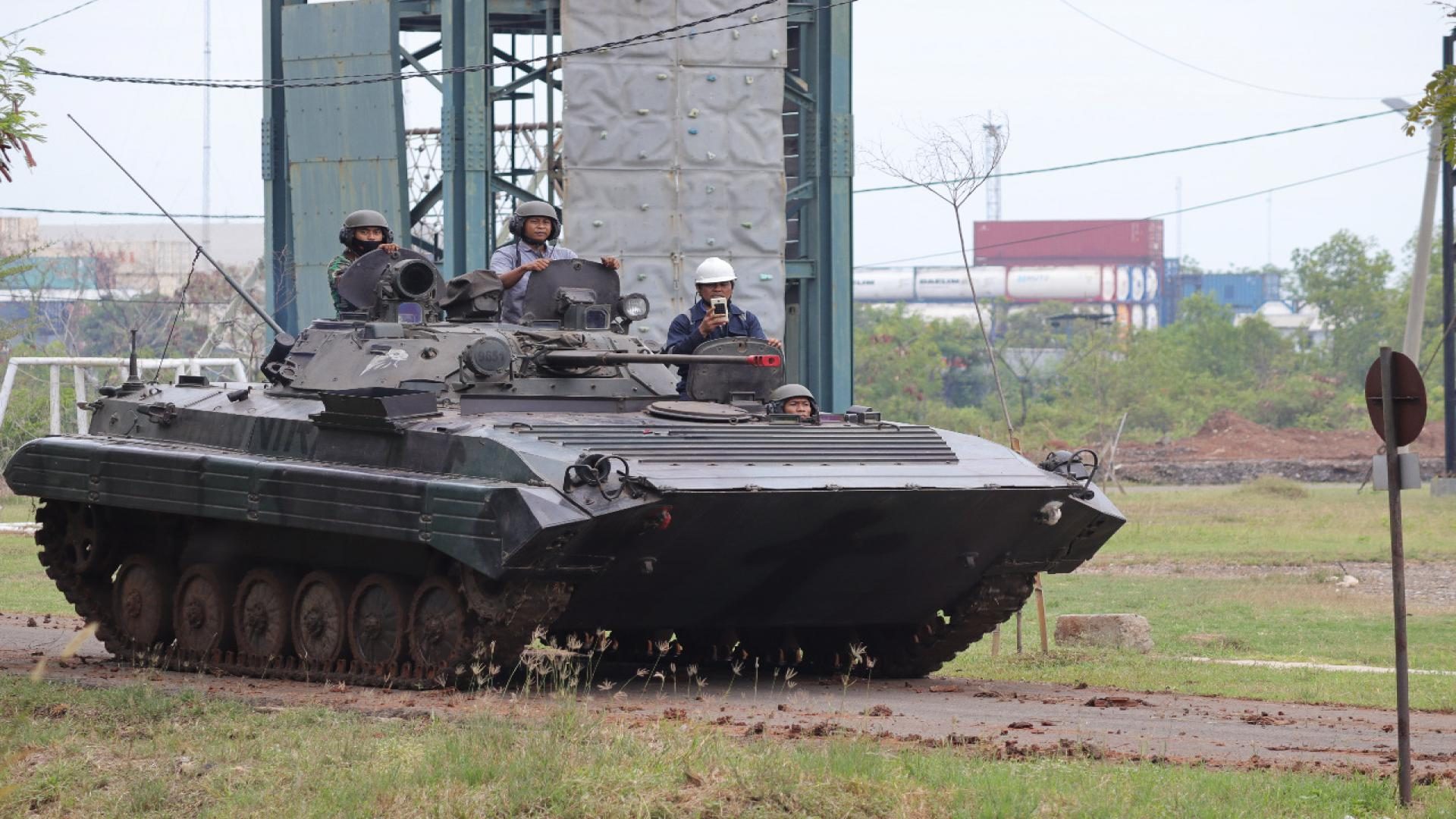
Un BMP-2 dels marines d'Indonèsia durant un entrenament. Aquest blindat fou fabricat per la República Socialista Txecoslovaca amb la denominació de BVP-2.

A més a més, el BMP-2 pot crear cortines de fum injectant dièsel al tub d'escapament o mitjançant sis llançagranades de 81 mm col·locats als laterals de la torreta. Tot i això, els llançagranades estan pensats principalment per a operacions ofensives, ja que les municions es disparen 300 m endavant del vehicle amb l'objectiu de cobrir atacs. L'interior dels vehicles també està dissenyat per permetre sobreviure la tripulació en entorns contaminats, amb filtres d'aire i un sistema de sobrepressió. Finalment, també hi ha un sistema per apagar incendis automàtic a la torreta, motor i al compartiment de tropa.

### Sistema motor
El BMP-2 fa servir el mateix motor que el seu predecessor: un motor dièsel UTD-20, també anomenat 5D20. Aquest motor, de sis cilindres i refrigerat per aigua, és capaç de proporcionar 300 CV de potència a 2.600 rpm.

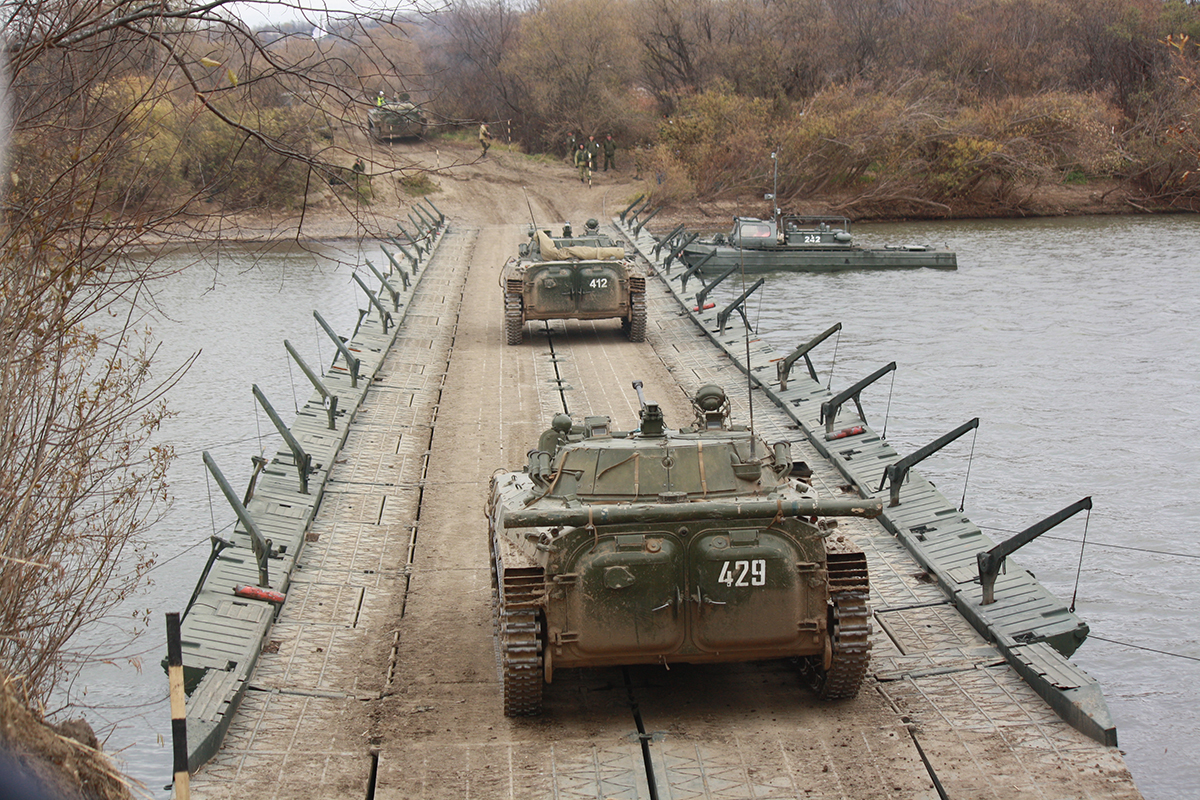
Blindats BMP-2 dels paracaigudistes russos, les VDV, travessant un pontó vora Ussurisk el 2017.

Aquest motor està acoblat a un embragatge hidràulic manual amb cinc velocitats endavant i una endarrere. L'engranatge epicicloïdal consta de set discos secs, que transmeten la potència fins a les rodes motrius. La suspensió està formada per barres de torsió i uns amortidors a la primera i sisena rodes. El BMP-2 també manté el volant de conducció, la reductora i el girocompàs elèctric GPK-59 del BMP-1. Tot aquest conjunt permet que el blindat assoleixi una velocitat màxima en carretera de 65 km/h o, camp a través, de 45 km/h. L'abast màxim del vehicle, que consumeix 0,92 L/km, és de 550-600 km per carretera. En termes de mobilitat, el BMP-2 pot superar pendents de 35º, trinxeres de 2,5 m i obstacles verticals de 0,7 m.
Igual que el seu predecessor, el BMP-2 també és totalment amfibi. Tot i això és necessària una preparació abans d'entrar a l'aigua. En primer lloc s'ha d'aixecar una planxa que en millora la hidrodinàmica, després s'han d'encendre les bombes de sentina i a l'aigua el conductor ha de fer servir el periscopi TNPO-350B. Per incrementar la flotabilitat del vehicle també es van afegir cel·les de flotació als parafangs, que el BMP-1 no tenia. En conjunt, aquests elements permeten que el BMP-2 es mogui per l'aigua a velocitats de fins a 7 km/h.

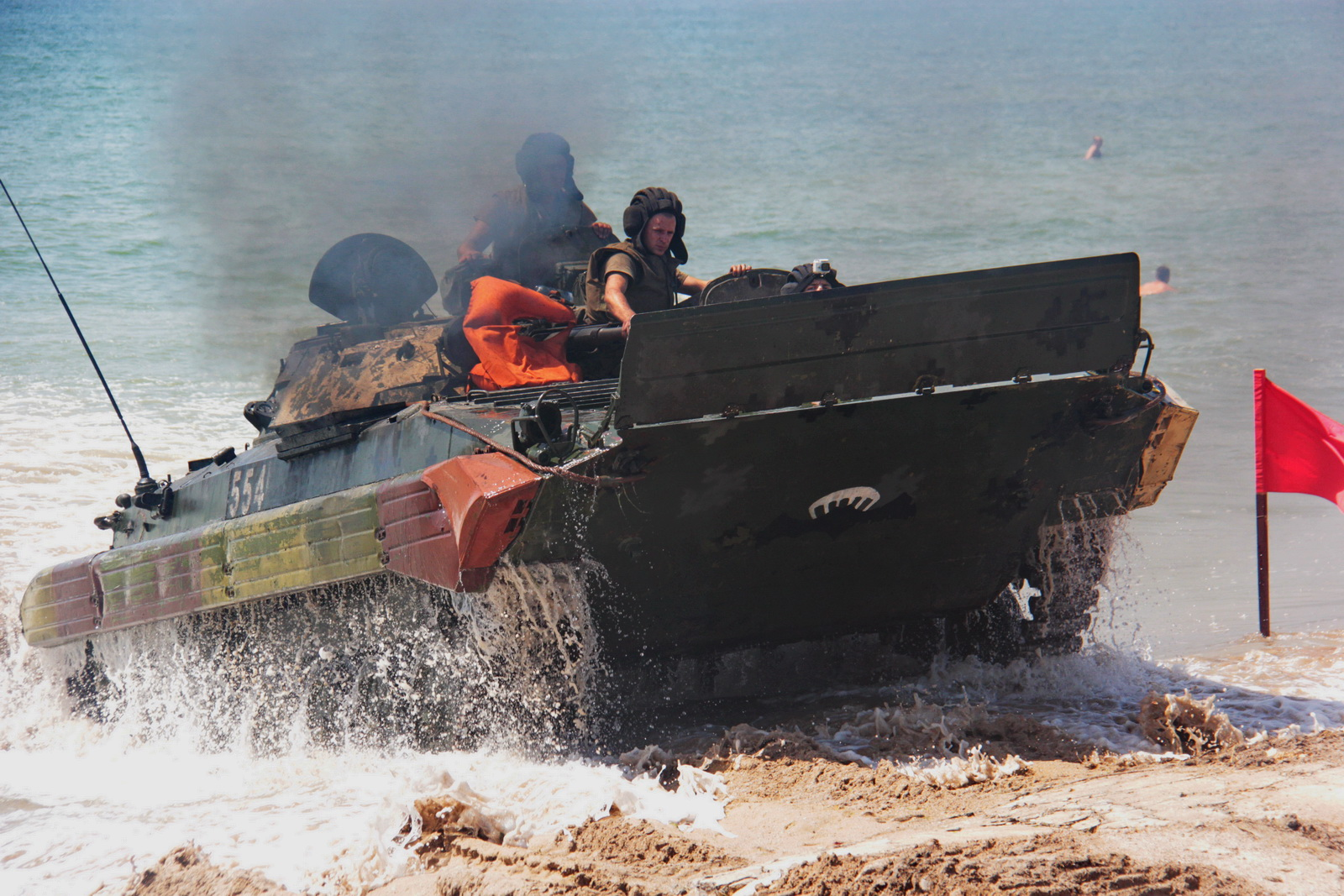
Un BMP-2 de l'exèrcit ucraïnès surt de l'aigua durant unes maniobres amfíbies a Odessa l'any 2016.

### Armament
L'armament va ser l'aspecte del BMP-2 que més va canviar respecte el seu antecessor. Això es va deure a les experiències en combat del BMP-1 a l'Orient Mitjà i l'anàlisi dels vehicles de combat d'infanteria occidentals. Per començar la torreta va ser ampliada i va passar a tenir dos tripulants, el comandant a la dreta i l'artiller a l'esquerra.
L'armament principal del BMP-2 és un canó automàtic 2A42 de 30 mm de calibre fabricat a Tula. Aquesta peça disposa d'un selector de tir, que permet canviar el rati de foc entre tir lent (200-300 cartutxos per minut) i ràpid (550 cartutxos per minut). L'arma s'alimenta de dues safates de munició al darrere de la base de la torreta. Generalment un BMP-2 transporta 160 cartutxos de munició perforant i 340 cartutxos de munició d'alt explosiu. Les municions d'alt explosiu poden ser incendiàries o traçadores, i van en safates diferents. Les municions perforants poden ser de dos tipus. En primer lloc hi ha cartutxos perforants traçadors, amb una velocitat inicial de 970 m/s i una penetració d'uns 20 mm de blindatge a 60º a 700 m. En segon lloc hi ha munició perforant amb sabot descartable, amb una velocitat de sortida del canó de 1.120 m/s que pot foradar blindatges de 25 mm a 60º fins a 1.500 m. El canó té un abast de 2.000 m amb munició perforant i de 4.000 m amb munició d'alt explosiu i és capaç de destruir vehicles de combat d'infanteria occidentals com l'M2 Bradley o el Schützenpanzer Marder, si el seu blindatge no ha estat reforçat.

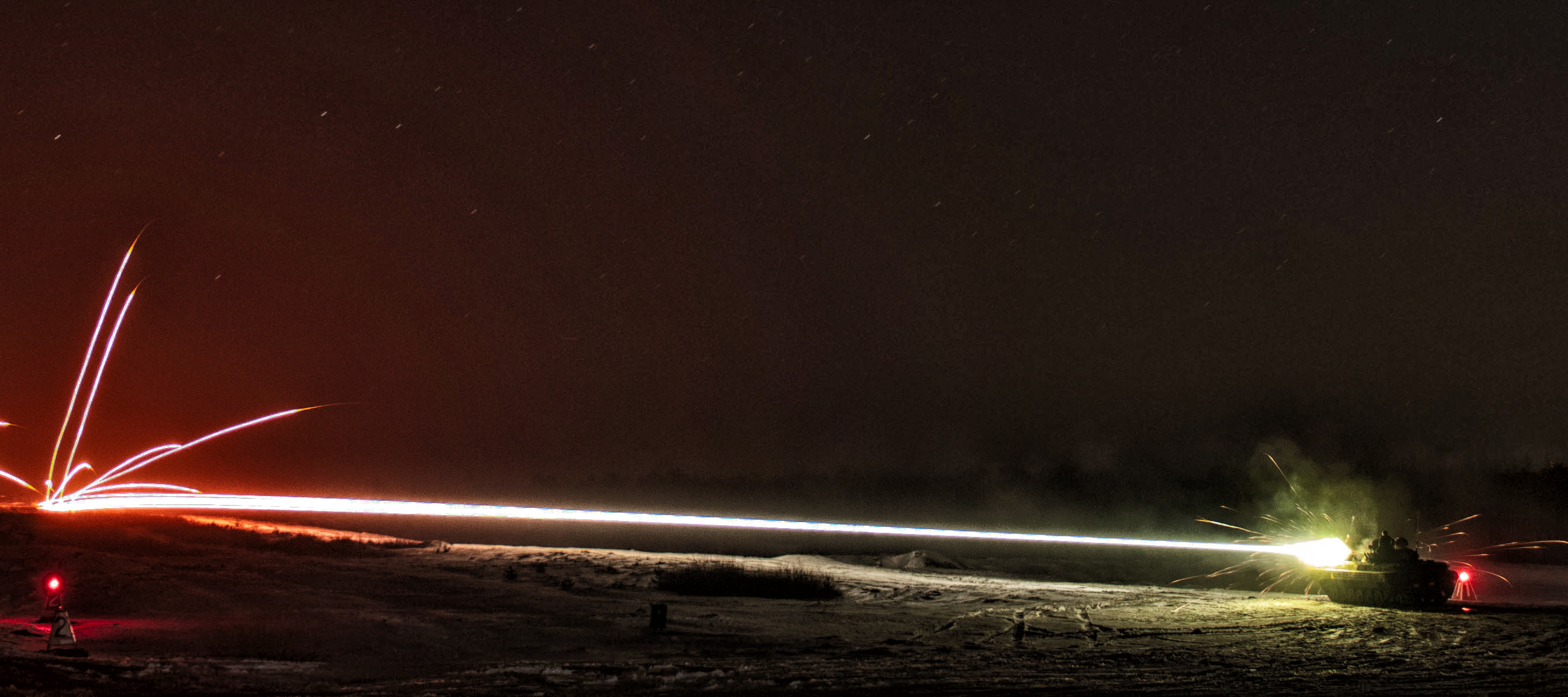
Un BMP-2 dispara a un objectiu durant un entrenament nocturn a la província de Lviv, l'any 2017.

Com a armament secundari el BMP-2 disposa d'una metralladora PKT coaxial de 7,62 mm. El canó i la metralladora poden disparar contra helicòpters o objectius a alçada gràcies a una elevació de fins a 74º. Tant el comandant com l'artiller poden disparar l'armament, tot i que normalment se n'encarrega l'artiller.
A més a més, el BMP-2 està equipat amb un llançador 9Sh119M1 per míssils antitancs 9M113 Konkurs (denominació de l'OTAN AT-5 Spandrel). El llançador està col·locat al sostre del vehicle i generalment hi ha quatre míssils a dins del blindat. Aquests míssils filoguiats són apuntats per l'artiller, tenen una probabilitat d'impacte d'un 50% i representen una amenaça fins i tot per a tancs moderns. Finalment, la infanteria sol dur llançamíssils antiaeris a dins del compartiment de tropa.

### Electrònica i òptica
En termes d'òptica, a més a més de les espitlleres pels tripulants, el conductor disposa de tres periscopis TNPO-170A. De nit s'ha de substituir un periscopi de dia per un visor infraroig actiu TVNE-1PA, que aprofita la il·luminació infraroja d'un far FG-125. A l'aigua s'ha de fer servir un periscopi més elevat, per poder veure per sobre la xapa de la proa.

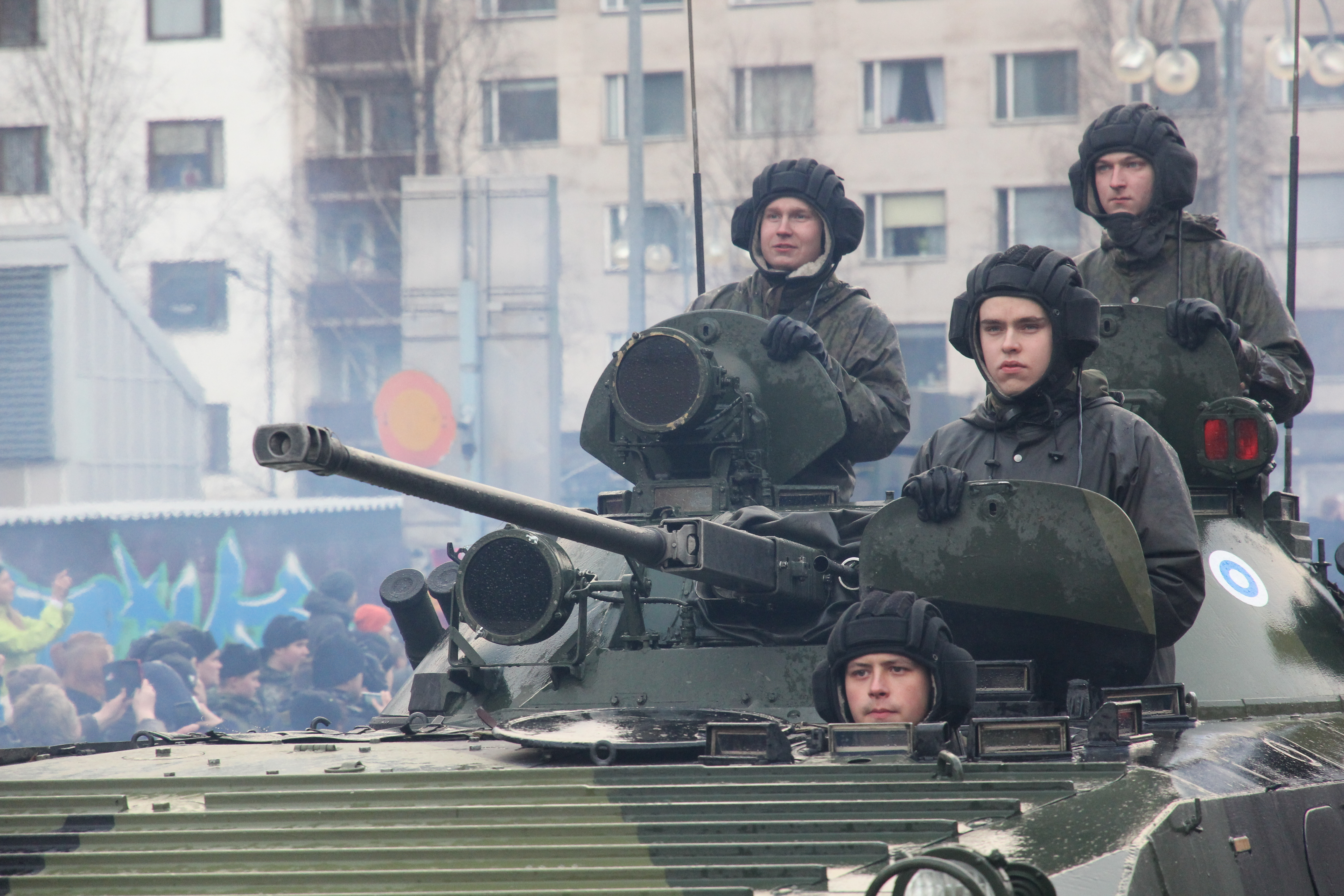
Detall de la torreta d'un BMP-2 el Dia de la Independència de Finlàndia l'any 2015. A la foto s'hi poden apreciar els periscopis, sistemes i escotilles de la tripulació.

A la torreta, l'artiller disposa d'una mira telescòpica BPK-1-42, que també té un sistema passiu de visió nocturna per intensificació d'imatge amb un abast efectiu de 650 m. Si la nit és molt fosca es pot fer servir una llum de cerca infraroja FG-126, muntada coaxialment al costat dret del canó, amb un abast efectiu de 350 m. El comandant també disposa d'un periscopi de dia i un altre periscopi TKN-3B per operacions diürnes o nocturnes, tot i que de nit és necessari fer servir una far d'infrarojos OU-3GA2 instal·lat a la cúpula.
En l'apartat d'electrònica, a més d'un equip de ràdio R-123M, el canó 2A42 disposa d'un estabilitzador electromecànic en dos plans, que n'incrementa la precisió en moviment fins a una velocitat de 35 km/h.

## Operadors
El BMP-2 va entrar en servei a la Unió Soviètica l'any 1980. Després de ser produït en grans quantitats a la fàbrica de Kurganmashzavod, l'any 1990, els soviètics disposaven de 5.994 BMP-2 i la República Socialista Txecoslovaca en tenia 257 unitats més en actiu. A més a més, el BMP-2 s'ha exportat i fabricat en grans nombres a d'altres estats. En total, s'estima que se'n poden haver produït entre 26.000 i 35.000 unitats.
El bateig de foc del BMP-2 fou l'any 1982 a la Guerra afgano-soviètica. Els soviètics van desplegar aquests blindats per ajudar a combatre els mujahidins, que sovint els paraven trampes des de dalt de muntanyes. En aquestes circumstàncies, l'elevació del canó 2A42 permetia que el BMP-2 disparés contra els afganesos. Per aquest motiu el BMP-2 es va convertir en la variant preferida al conflicte i va demostrar ser adequat en combat, tot i no haver estat dissenyat per enfrontaments contra guerrilles. L'any 1987 el BMP-1 havia estat majoritàriament substituït pel BMP-2, que es va guanyar el malnom de Yozh (eriçó en rus). Durant el conflicte el blindatge també es va millorar, rebent la designació de BMP-2D en la configuració amb protecció addicional.

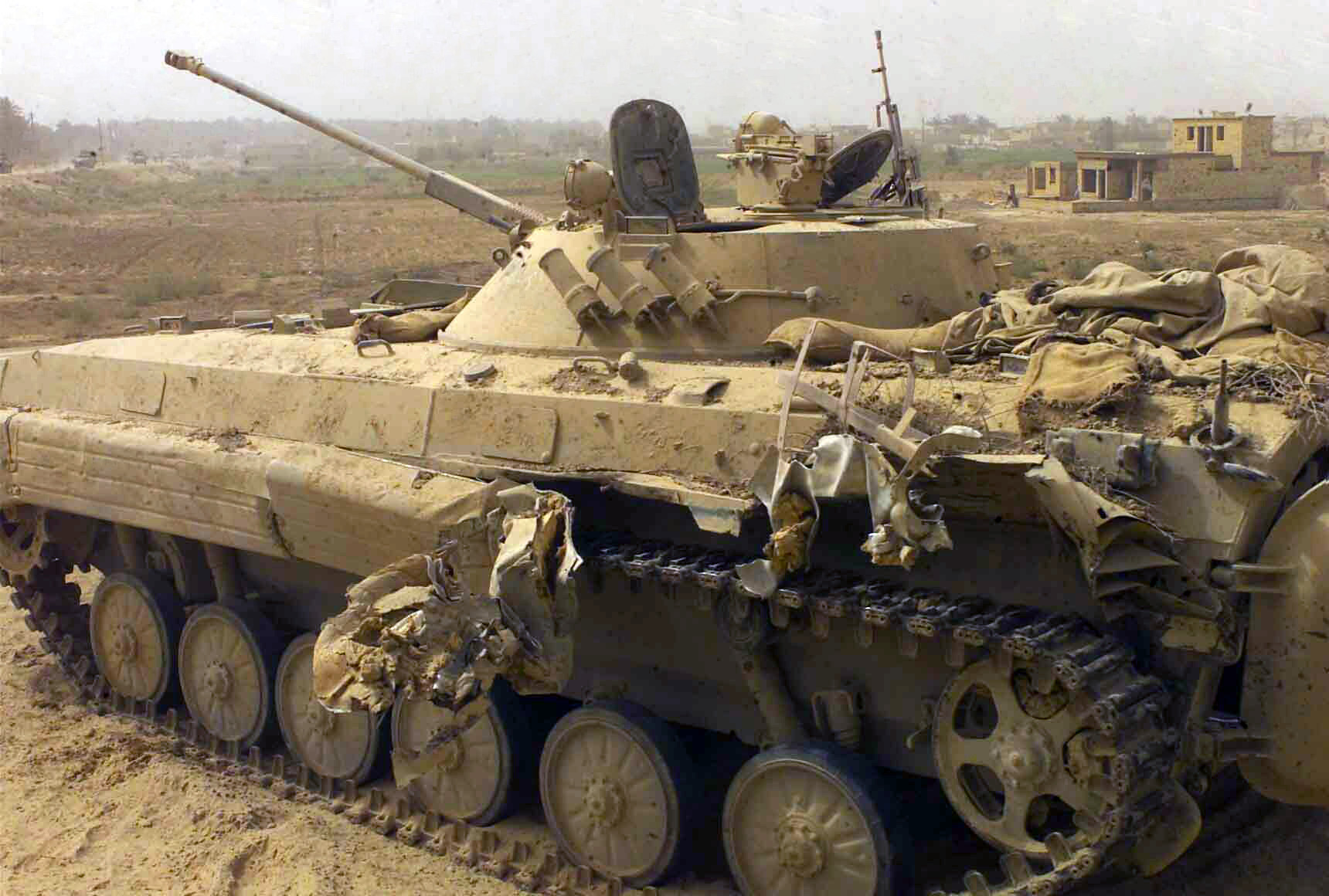
Un BMP-2 iraquià malmès durant un enfrontament durant la Invasió de l'Iraq de 2003.

Després de la dissolució de la Unió Soviètica aquests blindats passarien als respectius estats que es van formar. Molts països han mantingut en actiu els BMP-2 des d'aleshores, que han participat a la majoria de conflictes a la zona. Per exemple, els BMP-2 han combatut a la Guerra de l'Alt Karabakh, la Guerra a Ossètia del Sud, el Conflicte russo-textxè o la Invasió russa d'Ucraïna del 2022.
A l'Orient Mitjà els BMP-2 també han estat àmpliament utilitzats. Els estats àrabs, aliats de la Unió Soviètica, van rebre i utilitzar nombrosos BMP durant el conflicte araboisraelià. A la Guerra Iran-Iraq els iraquians també van desplegar els BMP contra els iranians. Més tard, a la Guerra del Golf, tant l'Iraq com Kuwait farien servir els BMP-2. Finalment, durant la Invasió de l'Iraq de 2003 els iraquians tornarien a desplegar els seus BMP contra els Estats Units. En aquests conflictes es va fer palès que el blindat era massa estret per un escamot d'infanteria normal. També es va guanyar una mala reputació pel blindatge insuficient i les males condicions per la tripulació en climes càlids. Més recentment els BMP-2 també han servit en diferents contendents de la Guerra Civil siriana i els diferents conflictes de la zona.
L'Índia també és un important operador dels BMP-2. L'any 1983 van arribar a un acord amb la Unió Soviètica per produir-los localment sota llicència, rebent la denominació de Sarath. A l'Índia són produïts per la fàbrica de Shankarpally, al districte de Medak, que va ser construïda expressament per produir BMP-2 i va costar 350 milions de dòlars. Els primers BMP-2 es van enviar l'any 1987 des de la Unió Soviètica i es van muntar a l'Índia. A partir del 1991 es van començar a produir amb parts locals, incloent-hi els míssils Konkurs que són fabricats a la planta de Bharat Dynamics Ltd a Bhanoor.